# Женская сборная Югославии по волейболу
Женская национальная сборная Югославии по волейболу — до 1991 года представляла Социалистическую Федеративную Республику Югославии на международных соревнованиях по волейболу. Управляющей организацией выступал Волейбольный союз Югославии.

## История
Как вид спорта волейбол в Югославии (Королевстве сербов, хорватов и словенцев) получил развитие в 1924 году после проведения в Белграде, Загребе и Любляне курсов по новой игре под руководством американца Вейланда. После второй мировой войны в 1945 году прошли первые чемпионаты Югославии среди мужчин и женщин. В 1946 в составе Союза физической культуры Югославии был основан Волейбольный союз Югославии, через год ставший одним из соучредителей Международной федерации волейбола (ФИВБ). В 1949 волейбольная федерация страны стала независимой.
В официальных международных соревнованиях ФИВБ женская сборная Югославии дебютировала в сентябре 1951 года на чемпионате Европы, прошедшем в столице Франции Париже. В первом своём матче югославки проиграли сборной Польши со счётом 1:3. В дальнейшем по ходу турнира югославская команда одержала две победы и ещё дважды проиграла, заняв в итоге 3-е место. В значительной степени «бронзовый» успех югославских волейболисток объясняется ещё и тем фактом, что среди участников чемпионата из числа сильнейших женских национальных команд Европы были всего две сборные — СССР и Польши.
В дальнейшие годы сборная Югославии выступала весьма скромно. На Олимпийские волейбольные турниры команда ни разу не квалифицировалась, а на чемпионат мира из четырёх попыток отобралась лишь один раз — в 1978 году, заняв 16-е место при четырёх победах и пяти поражениях. На чемпионатах Европы югославки после 1951 года не поднимались выше 7-го места. Локальные успехи сборной Югославии связаны лишь со Средиземноморскими играми, где она первенствовала в женском волейбольном турнире в 1975 году, и с чемпионатами стран Балканского полуострова (Балканиадами), в которых югославская национальная команда один раз заняла 1-е место (1947 год) и 12 раз становилась призёром соревнований.
В 1992 году Социалистическая Федеративная Республика Югославия распалась на 5 государств — Союзную Республику Югославии, Хорватию, Словению, Македонию и Боснию и Герцеговину. В составе Волейбольного союза Югославии остались только федерации волейбола Сербии и Черногории. Федерации остальных республик стали независимыми и в течение 1992 и 1993 годов вступили в ФИВБ. Название сборная Югославии до 2003 года применялось для сборной Сербии и Черногории — двух республик, оставшихся в составе югославского государства (подробнее см. в статье Женская сборная Сербии и Черногории по волейболу).   

## Результаты выступлений и составы

### Олимпийские игры
- 1964 — не квалифицировалась
- 1968 — не квалифицировалась
- 1972 — не квалифицировалась
- 1976 — не квалифицировалась
- 1980 — не квалифицировалась
- 1984 — не участвовала
- 1988 — не участвовала
- 1992 — не квалифицировалась

### Чемпионаты мира
| - 1952 — не участвовала - 1956 — не участвовала - 1960 — не участвовала - 1962 — не участвовала - 1967 — не участвовала - 1970 — не участвовала | - 1974 — не квалифицировалась - 1978 — 16-е место - 1982 — не квалифицировалась - 1986 — не участвовала - 1990 — не квалифицировалась |

- 1978: Нада Гашевич, Весна Комненич, Ядранка Рокнич, Милена Боринчевич, Цвета Стакич, Елена Рельин, Стояна Гаврилович, Майда Новак, Йованка Маркович, Соня Маркович, Гордана Грчич, Надя Зрилич. Тренер — Звонимир Шемпер.

### Чемпионаты Европы
| - 1949 — не участвовала - 1950 — не участвовала - 1951 — 3-е место - 1955 — не участвовала - 1958 — 7-е место - 1963 — 8-е место - 1967 — не участвовала - 1971 — 14-е место - 1975 — 8-е место | - 1977 — 9-е место - 1979 — 10-е место - 1981 — 11-е место - 1983 — не квалифицировалась - 1985 — не квалифицировалась - 1987 — не квалифицировалась - 1989 — 8-е место - 1991 — 11—12-е место |

- 1951: Аница Флиск, Даница Глумач, Десанка Кончар, Наташа Лукович, Александра Магусар, Стефания Милошев, Бранка Попович, Гордана Ткачук, Лиза Валемтан, Тилка Заврсник.

### Средиземноморские игры
- 1-е место — 1975.
- 2-е место — 1979.
- 3-е место — 1983.

- 1975: Майда Новак, Весна Медич, Невена Йованович, Власта Песареси, Ана Йоканович, Лиляна Живалевич, Душица Милетич, Весна Туличич, Мариета Пучко, Цвиета Стакич, Гордана Грчич, Нада Зрилич. Тренеры — Али Тараку и Звонимир Шемпер.
- 1979: Нада Гашевич, Снежана Азенич, Ядранка Рокнич, Весна Комненич, Цвиета Стакич, Лиляна Стоимирович, Стояна Гаврилович, Майда Новак, Елена Релин, Радмила Остоич, Верица Крамарич, Нада Зрилич. Тренеры — Али Тараку и Звонимир Шемпер.
- 1983: Снежана Азенич, Лиляна Пешич, Радмила Остоич. Тренеры — Александар Боричич и Эдуард Долиншек.

### Балканиада
- 1-е место — 1947.
- 2-е место — 1946, 1971, 1982.
- 3-е место — 1948, 1970, 1972, 1973, 1974, 1975, 1976, 1978, 1981, 1983.